# Tresteg för herrar vid inomhusvärldsmästerskapen i friidrott 2022
Herrarnas tresteg vid inomhusvärldsmästerskapen i friidrott 2022 hölls den 18 mars 2022 på Štark arena i Belgrad i Serbien. 12 tävlande från 10 nationer deltog. Samtliga tävlande fick göra tre hopp och de åtta med bäst resultat fick därefter göra ytterligare tre hopp.
Lázaro Martínez från Kuba vann guldet efter ett världsårsbästa på 17,64 meter. Silvermedaljen togs av Pedro Pichardo som satte ett nationsrekord för Portugal med ett hopp på 17,46 meter och bronset gick till amerikanen Donald Scott som gjorde ett säsongsbästa på 17,21 meter. Will Claye som var regerande världsmästare från 2018, slutade på fjärde plats.

## Resultat
Finalen startade klockan 12:15.
| Placering | Idrottare              | Nationalitet | #1            | #2            | #3            | #4                     | #5                     | #6                     | Resultat      | Noteringar    |
| --------- | ---------------------- | ------------ | ------------- | ------------- | ------------- | ---------------------- | ---------------------- | ---------------------- | ------------- | ------------- |
| 1         | Lázaro Martínez        | Kuba         | 17,64 m       | 17,04 m       | 17,32 m       | 17,62 m                | –                      | 15,76 m                | 17,64 m       | 0VB0          |
| 2         | Pedro Pichardo         | Portugal     | 17,42 m       | 17,46 m       | x             | 14,94 m                | –                      | –                      | 17,46 m       | 0NR0          |
| 3         | Donald Scott           | USA          | 16,66 m       | 16,80 m       | 17,21 m       | 17,18 m                | 17,06 m                | x                      | 17,21 m       | 0SB0          |
| 4         | Will Claye             | USA          | 17,05 m       | 16,87 m       | 17,10 m       | 17,15 m                | 17,19 m                | 16,99 m                | 17,19 m       | 0SB0          |
| 5         | Jah-Nhai Perinchief    | Bermuda      | x             | 16,36 m       | 16,95 m       | x                      | 16,59 m                | x                      | 16,95 m       | 0SB0          |
| 6         | Melvin Raffin          | Frankrike    | 16,48 m       | 15,76 m       | x             | 14,82 m                | x                      | 16,68 m                | 16,68 m       |               |
| 7         | Jean-Marc Pontvianne   | Frankrike    | x             | 16,62 m       | x             | x                      | –                      | –                      | 16,62 m       |               |
| 8         | Nazim Babayev          | Azerbajdzjan | 16,29 m       | 16,55 m       | x             | x                      | x                      | x                      | 16,55 m       |               |
| 9         | Tiago Pereira          | Portugal     | x             | 16,05 m       | 16,46 m       | Fick inte hoppa vidare | Fick inte hoppa vidare | Fick inte hoppa vidare | 16,46 m       |               |
| 10        | Yasser Triki           | Algeriet     | 15,24 m       | 16,42 m       | 13,57 m       | Fick inte hoppa vidare | Fick inte hoppa vidare | Fick inte hoppa vidare | 16,42 m       |               |
| 11        | Alexsandro Melo        | Brasilien    | 16,07 m       | x             | x             | Fick inte hoppa vidare | Fick inte hoppa vidare | Fick inte hoppa vidare | 16,07 m       |               |
| 12        | Nikolaos Andrikopoulos | Grekland     | 16,05 m       | x             | 15,74 m       | Fick inte hoppa vidare | Fick inte hoppa vidare | Fick inte hoppa vidare | 16,05 m       |               |
| 13        | Levon Aghasyan         | Armenien     | Startade inte | Startade inte | Startade inte | Startade inte          | Startade inte          | Startade inte          | Startade inte | Startade inte |